# Đài tưởng niệm Jan Hus
Đài tưởng niệm Jan Hus (tiếng Séc: Pomník mistra Jana Husa) tọa lạc tại Quảng trường Phố Cổ, Praha, Cộng hòa Séc, do Ladislav Šaloun thiết kế và nhân dân trong vùng xây dựng. Tượng đài khổng lồ mô tả chiến thắng của chiến binh Hussite, người theo đạo Tin Lành và một người mẹ trẻ tượng trưng cho hình ảnh quốc gia tái sinh. Tượng đài lớn đến nỗi nhà điêu khắc đã tự mình thiết kế và xây dựng nhà ở và xưởng tạo tác gần đài tưởng niệm để có thể tiến hành công việc. Tượng đài khánh thành vào năm 1915 để kỷ niệm 500 năm ngày linh mục Jan Hus bị tử hình.

## Tính biểu tượng

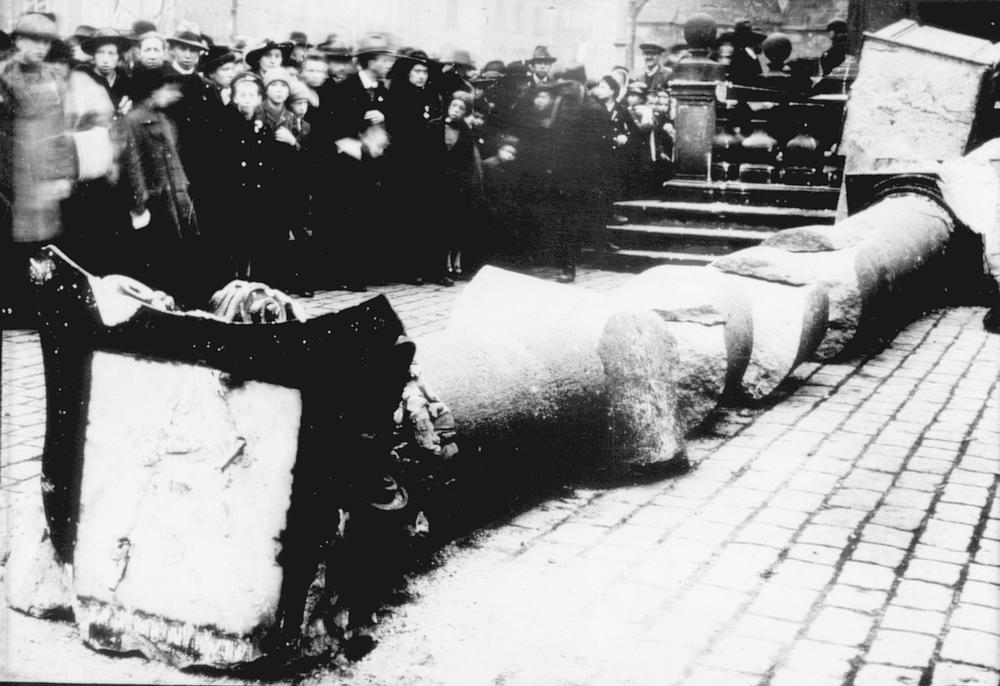
Cột Đức Mẹ bị phá hủy ở Praha

Đối với người dân Bohemia và các vùng khác xung quanh Praha, Jan Hus trở thành biểu tượng cho sự kiên cường, bất khuất, dám đứng lên chống lại bất công. Ông phản đối Vatican kiểm soát quá sâu sắc vào các nhà thờ. Năm 1918, Cột Đức Mẹ dựng lên tại quảng trường ngay sau khi Chiến tranh Ba mươi năm chấm dứt để kỷ niệm đất nước thoát khỏi chế độ quân chủ Habsburg.
Vào thời điểm Tiệp Khắc vẫn ở chế độ Cộng sản, hành động ngồi dưới chân đài tưởng niệm Jan Hus trở thành một cách để lặng lẽ bày tỏ quan điểm và sự phản đối của một người chống lại chế độ cai trị này.
Đài tưởng niệm trùng tu vào năm 2007.

## Một bức tượng khác của Jan Hus
- Tượng trong Nghĩa trang Union ở Bohemia, New York. Bức tượng này được cộng đồng nhập cư Séc dựng vào năm 1893. Đây là đài tưởng niệm tôn vinh nhân vật nước ngoài đầu tiên đặt tại lãnh thổ Hoa Kỳ.